# Огърличесто пекари
Огърличестото пекари (Pecari tajacu) е тревопасен бозайник от семейство пекариеви обитаващ обширен ареал от Северна, Централна и голяма част от Южна Америка. В различните райони, които обитава се нарича с различни названия от местното население - „javelina“ (от испански „копие“, поради острите бивни), „saíno“ или „báquiro“, въпреки че тези наименования често се използват и за други видове от семейство пекари. Често видът е наричан и мускусна или мексиканска свиня. В Тринидад видът е известен и като „quenk“.

## Разпространение
Огърличестото пекари е широко разпространен вид. Най-северните части на ареала му са щатите Аризона, Ню Мексико и Тексас. На юг обхваща голяма част от Мексико и централноамериканските страни. От там продължава на юг по тихоокеанските крайбрежни гори на Колумбия, Еквадор и Перу. На запад е разпространен в целия басейн на Амазонка, както и на север във Венецуела и Гвианите. Видът е разпространен в цяла Бразилия с тази особеност, че в източните и южните части на страната ареалът му става все по-фрагментиран. Подобно е и положението в Аржентина където е изчезнал в огромна част от първоначалното местообитание в страната. Огърличестото пекари е разпространено на островите Тринидад и Тобаго. През 1930 г. огърличестото пекари е интродуцирано в Куба, но днес вече не се среща свободно. В последните години се наблюдава и бавно изместване на тексаската популация на север към Оклахома. Разпространението им зависи от назморската височина. Обикновено се срещат до около 1500 метра над морското равнище в района на Андите. Въпреки това в биосферен резерват Сиера де лас Минас в Гватемала се наблюдават екземпляри до около 3000 метра.

## Класификация
Видът е класифициран в семейство Dicotylidae от Jones et al. (1992), а по-късно семейството е преименувано в Tayassuidae от Grubb (2005). Подходящото име на семейството и днес продължава да се обсъжда. По подобен начин същите автори преместват вида от род Dicotyles в настоящия Pecari (Grubb (1993, 2005)), както и род Tayassu (Jones et al. (1992)). Митохондриалният анализ потвърждава съществуването на трите рода в семейството: Catagonus, Pecari и Tayassu (Theimer and Keim 1998, Gongora and Moran 2005). Анализът също показва, че видът е съставен от две големи линии определяни съответно като северно и южноамериканска (Gongora et al. 2006, 2011) характеризиращи се със структурни хромозомни разлики (Gongora et al. 2000, Adega et al. 2006). Подвидовете са както следва:
- Pecari tajacu angulatus
- Pecari tajacu bangsi
- Pecari tajacu crassus
- Pecari tajacu crusnigrum
- Pecari tajacu humeralis
- Pecari tajacu nanus
- Pecari tajacu nelsoni
- Pecari tajacu niger
- Pecari tajacu nigrescens
- Pecari tajacu patira
- Pecari tajacu sonoriensis
- Pecari tajacu tajacu
- Pecari tajacu torvus
- Pecari tajacu yucatanensis

## Морфологични особености
Огърличестото пекари и с височина при холката около 50 cm и дължина на тялото 100 - 150 cm, теглото е от 16 до 27 kg. На външен вид много наподобява на дива свиня. Главата е голяма, а муцуната дълга и завършва напред с рило. Ушите са малки и закръглени, а краката са къси като предните са с четири пръста, а задните с по три. Кожата е груба, а космената покривка е със сивкав цвят практически по цялото тяло с изключение на бузите, където придобива жълтеникава окраска и бяло-жълтеникава ивица, която преминава от гривата, плещите до шията. Тя придава форма на яка или огърлица, откъдето идва и името на вида. С напредване на възрастта четината на гърба стана все по-груба като образува гребен или грива назад до опашката. Липсва полов диморфизъм. Младите пекари имат жълто-кафеникав цвят на тялото с черна ивица по гърба. От муцуната излизат къси, прави и остри бивни, които могат да нанесат сериозни порезни рани на противника. В областта на кръстеца се намират специфични гръбни жлези, произвеждащи мускус. Поради тази причина е повече възможно да подушиш наличието на пекари преди да го забележиш. Зрението на огърличестите пекари е лошо, но имат добре развити слух и обоняние.

## Поведение
Огърличестите пекари са социални животни. Живеят на стада от по 5 - 15 индивида. Всички членове на стадото се хранят и спят заедно. Често старите и болни индивиди напускат стадото за да умрат сами. В стадото съществува известна йерархия. Мъжките винаги са доминиращи, а положението между останалите членове на групата се определя от размера на тялото. Съотношението на представителите от двата пола е почти по равно. Членовете на стадото остават постоянни с изключение на случаите, когато от съседни стада идват нови членове или съответно го напускат членове. В случаите когато пасат се случва стадото а се разпадне на групи от по три – четири индивида, които самостоятелно търсят храна. Ареалът, който обитава едно стадо е твърде различен и зависи от местообитанието като се движи в рамките на 6 до 1260 хектара. Територията се маркира посредством отделяне на фекалии или чрез оставяне на миризлив секрет от гръбната жлеза. Представителите и на двата пола ревностно защитават територията си.
Поведението на пекарите силно зависи от температурите през деня. През зимата са най-активни през деня, за да се възползват от топлината на слънцето. Почиват в пещери или в самостоятелно изкопани дупки през нощта. Много често се случва да се търкалят в кал като така се охлаждат и очистват от паразитите. През лятото, храненето става рано сутрин и късно следобед през обедните часове като почиват на сянка. Много добри бегачи са. Издават разнообразни звуци изразяващи моментното им състояние и характеризиращи се като квичене, сумтене и ръмжене изразяващи съответно агресивност, покорство и тревога.
Огърличестото пекари не е опасно за хората в случаите, когато се среща самостоятелно. В случаите, когато е в стадо и особено при опасност може да нападат дори и кучета, койоти и рисове. Подобно на други бозайници в случаите, когато им се дава храна от хората или им се позволява достъп до такава лесно се приучват. Тревопасните бозайници стават жертва на хищници като мечки, вълци, койоти, пуми и ягуари. Малките са жертва и на по-дребни хищници като рисове, оцелоти и змии като боата.

## Хранене
Огърличестото пекари е тревопасен вид. Характерно устроеният му трикамерен с две слепи камери стомах спомага да преработката на високоцелулозната груба храна, която консумира. В южните части на ареала представителите на вида се хранят с разнообразна храна включваща и корени, луковици, орехи, гъби. Често консумират и яйца, мърша, малки змии и жаби. В северните части на ареала представителите са основно тревопасни като допълнително в храната влизат и корени, луковици, бобови култури, ядки, плодове и кактуси. Нерядко се случва да ядат насекоми, дребни влечуги и земноводни. Представителите, които обитават по-засушливи райони са любители на растения от родовете Agave и Opuntia, които осигуряват част от нужната за организма вода.

## Размножаване
Сред представителите на вида липсва каквато и да било сезонност в репродуктивната способност. Обикновено се размножават целогодишно. За чифтосването оказва влияние климата и особено дъждовния сезон. Малките се раждат по време на дъждовния сезон. Обикновено доминиращият самец се чифтосва с всички разгонени женски от стадото. Останалите половозрели самци не биват допускани да се чифтосват, но и не напускат стадото. Бременността продължава 141 — 151 дни. Раждат се от 1 до 3, рядко и 4 малки. Преди да роди самката се отделя от стадото с цел новородените да не станат жертва на канибализъм от страна на останалите членове на стадото. Обикновено се връща след около ден след раждането в стадото. Лактацията продължава 2 — 3 месеца. Половата зрялост при мъжките настъпва на 11 месеца, а при женските на 8 — 14 месечна възраст. Продължителността на живота в плен сред огърличестото пекари достига до 24 години.